# سالي رايد
سالي كريستن رايد (بالإنجليزية: Sally Kristen Ride)‏ فيزيائية أمريكية ورائدة فضاء سابقة في وكالة ناسا. التحقت رايد بوكالة ناسا في سنة 1978، وفي سنة 1983 أصبحت أول امرأة أمريكية تصل إلى الفضاء. كان عمرها آنذاك 32 سنة، وبذلك هي أصغر رواد الفضاء الأمريكيين عمراً. تركت رايد ناسا في سنة 1987 وانتقلت إلى العمل في مركز الأمن الدولي والسيطرة على التسليح في جامعة ستانفورد. أسست رايد في سنة 2001 مؤسسة سالي رايد ساينس، وهي مؤسسة تقوم بنشر برامج تعليمية تستهدف تلاميذ المدارس الابتدائية والثانوية وتحثهم على دراسة العلوم والتفكير بالبحث العلمي، مع تركيز خاص على البنات.
وقال بيان لمنظمة “سالي رايد للعلوم” إن “سالي عاشت حياتها على أكمل وجه، مع طاقة لا حدود لها، مفعمة بالفضول، والذكاء، والعاطفة، والالتزام، والحب.. كانت ذات نزاهة مطلقة، وعزيمة لا تقاس.. نهجها في الحياة كان لا يعرف الخوف.”
ومنظمة ” سالي رايد العلوم،” هي شركة للمساعدة في تعليم الطلاب، ولا سيما النساء والفتيات، في حقل الرياضيات والعلوم والتكنولوجيا.
وسافرت رايد إلى الفضاء على متن رحلة المكوك تشالنجر في عام 1983 لتصبح أول امرأة أمريكية تصل إلى الفضاء، ثم عادت في رحلة ثانية على متن المكوك نفسه بعد عام واحد.
ويشار إلى أن أول امرأة تسافر إلى الفضاء في العالم هي السوفياتية فالنتينا تيريشكوفا، التي دارت حول الأرض 48 مرة في عام 1963.
وقال الرئيس الأميركي باراك أوباما في بيان: “كونها أول امرأة أميركية تسافر إلى الفضاء، سالي كانت بطلة وطنية ونموذجا قويا يحتذى به.”
وأضاف “لقد ألهمت أجيال من الفتيات الصغيرات للوصول إلى النجوم وكافحت في وقت لاحق دون كلل أو ملل لمساعدتهم على الوصول إلى هناك عن طريق الدعوة إلى زيادة التركيز على العلوم والرياضيات في مدارسنا.”
ونشأت رايد في لوس أنجلوس، وحصلت على عدة درجات علمية بينها الماجستير والدكتوراه في الفيزياء من جامعة ستانفورد، وانضمت إلى فريق رواد الفضاء في وكالة “ناسا” عام 1978.Google يحتفل بولادة رائدة الفضاء سالي رايد.
توفيت سالي رايد في 23 يوليو 2012 وهي بعمر 61 عاماً، بسبب سرطان البنكرياس الذي كان قد تم تشخيصه قبل سبعة أشهر من وفاتها. دُفِن رماد جثمانها في سانتا مونيكا في كاليفورنيا بجوار قبر والدها.

## حياتها المبكرة
الطفلة الكبري لدايل بورديل رايد وكارول جويس رايد (ني أندرسون) في لوس أنجلوس. كان لها أحد الأخوة، كارين «الدب» رايد، وهو وزير مشيخي. كان كلا الوالدين شيوخًا في الكنيسة المشيخية. عملت والدة رايد كمستشارة متطوعة في منشأة إصلاحية للنساء. كان والدها أستاذا للعلوم السياسية في كلية سانتا مونيكا.
وحضرت رايد في مدرسة بورتالا العليا (والآن مدرسة بورتالا الوسطي) ثم مدرسة برمنجهام الثانوية قبل تخرجها من مدرسة ويستلاك الخاصة للبنات في لوس أنجلوس في منحة دراسية. بالإضافة إلى كونها مهتمة بالعلوم، فقد كانت لاعبة تنس مصنفة على المستوى الوطني. التحقت بجامعة سوارثمور لمدة ثلاثة فصول دراسية، وتلقت دورات في الفيزياء في جامعة كاليفورنيا، بلوس أنجلوس، ثم التحقت بجامعة ستانفورد كجامعة صغرى، وتخرجت بدرجة البكالوريوس في اللغة الإنجليزية والفيزياء. حصلت على درجة الماجستير في جامعة ستانفورد عام 1975 وحصلت على درجة الدكتوراه في الفيزياء عام 1978 أثناء إجراء الأبحاث على تفاعل الأشعة السينية مع الوسط البينجمي. كانت الفيزياء الفلكية وليزر الإلكترون الحر مجالات دراستها المحددة.

## مهنتها بناسا

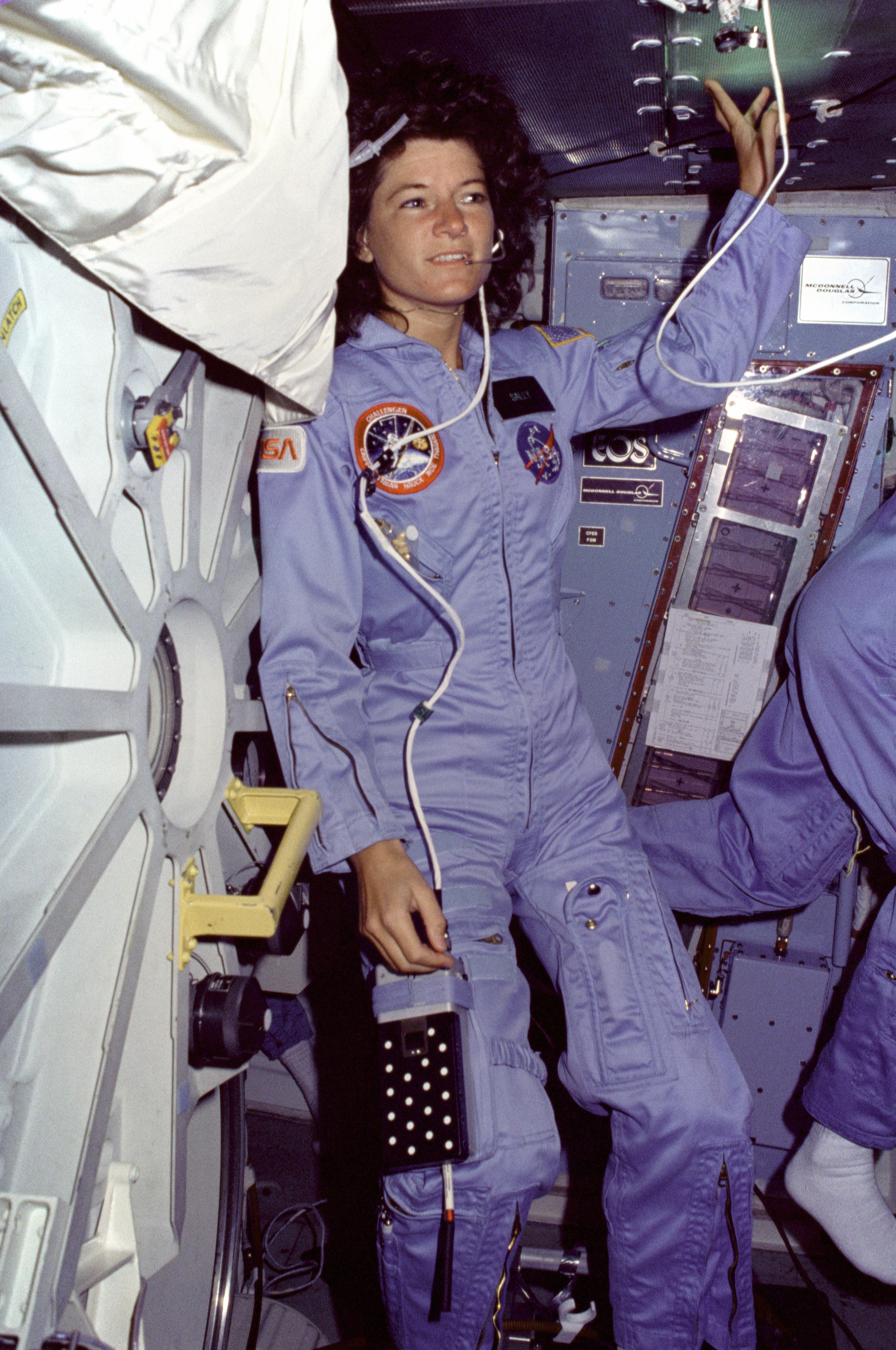
رايد في تشالنجر (مكوك فضاء) 1983

رايد كانت واحدة من 8000 شخص أجابوا على إعلان في صحيفة طلاب ستانفورد يبحثون عن المتقدمين لبرنامج الفضاء. تم اختيارها للانضمام إلى وكالة ناسا في عام 1978. خلال مسيرتها المهنية، خدمت رايد في جهاز إرسال الكبسولات الأرضي (CapCom) لرحلات المكوك الفضائية الثانية والثالثة (STS-2 و STS-3) وساعدت في تطوير ذراع الروبوت «كنيدرم» للمكوك الفضائي.
قبل رحلتها الفضائية الأولى، كانت خاضعة لاهتمام وسائل الإعلام بسبب جنسها. خلال مؤتمر صحفي، طُرحت أسئلة مثل: «هل تؤثر الرحلة على الأعضاء التناسلية؟» و «هل تبكي عندما تسوء الأمور في العمل؟» على الرغم من هذا والأهمية التاريخية للبعثة، أصرت رايد على أنها رأت نفسها بطريقة واحدة فقط - كرائد فضاء. في 18 يونيو 1983، أصبحت أول امرأة أمريكية في الفضاء كعضو في طاقم مكوك الفضاء تشالنجر لـ STS-7. وقد سبقتها امرأتان سوفياتيتان هما فالنتينا تيريشكوفا في عام 1963 وسفيتلانا سافيتسكايا في عام 1982. ونشر طاقم الرحلة المكون من خمسة أفراد في مهمة STS-7 قمرين صناعيين للاتصالات وأجريا تجارب صيدلانية. كانت رايد أول امرأة تستخدم ذراع الروبوت في الفضاء وأول من استخدم الذراع لاستعادة القمر الصناعي.

## بعد ناسا
في عام 1987، تركت رايد منصبها في واشنطن العاصمة للعمل في مركز جامعة ستانفورد للأمن الدولي وتحديد الأسلحة. في عام 1989، أصبحت أستاذا للفيزياء في جامعة كاليفورنيا، سان دييغو، ومديرة معهد كاليفورنيا للفضاء. من منتصف التسعينات حتى وفاتها، قادت برنامج للتوعية العامة لصالح ناسا - مشروعين ISS EarthKAM و GRAIL MoonKAM ، بالتعاون مع مختبر الدفع النفاث التابع لوكالة ناسا و UCSD. سمحت هذه البرامج لطلاب المدارس المتوسطة بطلب صور للأرض  والقمر. في عام 1999، كانت تأدي دورا في نهاية الموسم الخامس من فيلم لمسه ملاك بعنوان "Godspeed". في عام 2003، طُلب منها أن تخدم في لجنة التحقيق في حوادث الحوادث في كولومبيا. كانت الرئيسة والرئيسة التنفيذية لشركة سالي رايد للعلوم، وهي شركة شاركت في تأسيسها في عام 2001 والتي تخلق برامج ومنشورات علمية ترفيهية لطلاب المدارس الابتدائية والمتوسطة، مع تركيز خاص على الفتيات.
ووفقًا لروجر بويسجولي، الذي كان المهندس الذي حذر من المشاكل الفنية التي أدت إلى كارثة تشالنجر، بعد أن تجنبته كل القوى العاملة من مورتون-ثيوكول كانت رايد الشخصية العامة الوحيدة التي تظهر الدعم له عندما ذهب علنا مع تحذيرات مسبقة. عانقته سالي رايد علنا لإظهار دعمها لجهوده.
كتبت رايد أو شاركت في كتابة سبعة كتب  حول الفضاء الموجه للأطفال، بهدف تشجيع الأطفال على دراسة العلوم.
شجعت رايد باراك أوباما لرئيس الولايات المتحدة في عام 2008. وكانت عضوًا في لجنة مراجعة خطط رحلات الطيران التابعة للولايات المتحدة، وهو استعراض مستقل طلبه مكتب سياسات العلوم والتكنولوجيا في 7 أيار / مايو 2009.

## حياتها الشخصية
كانت رحلة خاصة للغاية عن حياتها الشخصية. في عام 1982، تزوجت من زميلها رائد الفضاء ستيف هاولي. طلقوا في عام 1987.
بعد وفاة رايد، كشف نعيها أن شريتكها لمدة 27 عامًا هو تام أوشهاغيسي، وهي أستاذة متفرغة في علم النفس المدرسي في جامعة ولاية سان دييغو وصديقة الطفولة، الذي التقى بها عندما كان كلاهما لاعبي تنس. كانت أوشهاغيسي أيضا كاتبة للعلوم، وفي وقت لاحق، المؤسسة المشاركة لـ
```
شركة سالي رايد للعلوم.
[
38
]
[
39
]
 يشغل 
أوشوغيسي
 الآن منصب الرئيس التنفيذي ورئيس مجلس إدارة سالي رايد ساينس.
[
40
]
 كتبوا ستة كتب علمية للأطفال مشهورة معا. كشفت الشركة عن علاقتهما وأكدتها شقيقتها، التي قالت إنها اختارت الحفاظ على حياتها الشخصية الخاصة، بما في ذلك مرضها وعلاجاتها.
[
41
]
[
42
]
 هي أول رائدة فضاء مثلية الجنس.
[
43
]
[
44
]
```

توفيت رايد في 23 يوليو 2012، عن عمر يناهز ال 61، في منزلها في لا جولا، كاليفورنيا،  بعد سبعة عشر شهرا من تشخيص سرطان البنكرياس. بعد حرقها، تم دفن رمادها بجانب والدها  في مقبرة وودلاون التذكارية، سانتا مونيكا.

## الجوائز والتكريمات
في عام 1994، حصلت رايد على جائزة Samuel S. Beard لأعلى خدمة عامة من قبل فرد يبلغ 35 عامًا أو أقل، وهي جائزة تمنحها سنويًا جوائز جيفرسون 
في 6 ديسمبر 2006، قام حاكم كاليفورنيا أرنولد شوارزنيغر والسيدة الأولى ماريا شرايفر بتكريم رايد بقاعة المشاهير في كاليفورنيا في متحف كاليفورنيا للتاريخ والمرأة والفنون.
تمكّنت من قيادة برامج التوعية العامة والبرامج التعليمية لمهمة GRAIL التابعة لوكالة ناسا، والتي أرسلت أقمار صناعية توأمية لرسم خريطة لجاذبية القمر. في 17 ديسمبر 2012، تم توجيه جهازي GRAIL ، Ebb و Flow، لإكمال مهمتهما عن طريق تحطمها على جبل قمري غير مسمى بالقرب من حفرة Goldschmidt. أعلنت وكالة ناسا أنها كانت تحدد موقع الهبوط على شرف سالي رايد. أيضا في ديسمبر 2012، منحت مؤسسة الفضاء رايد أعلى تكريم لها، وجائزة الجنرال جيمس هيل السنوية لإنجاز العمر.
في أبريل 2013، أعلنت البحرية الأمريكية أنه سيتم تسمية سفينة أبحاث على شرف رايد. تم ذلك في عام 2014 مع تعميد سفينة الأبحاث الأوقيانوغرافية RV Sally Ride (AGOR-28).
في 20 مايو 2013، عُقدت «تحية وطنية لسالي رايد» في مركز جون ف. كينيدي للفنون الأدائية في واشنطن العاصمة وفي نفس اليوم، أعلن الرئيس باراك أوباما أن ريدي ستحصل على وسام الحرية الرئاسي، أعلى جائزة مدنية في الولايات المتحدة. تم تقديم الميدالية إلى شريكة حياتها في حفل أقيم في البيت الأبيض يوم 20 نوفمبر 2013. في يوليو 2013، صنفت مجلة Flying رايد على رقم 50 في قائمتها لـ "51 Heroes of Aviation".
في عام 2014، تم ضم رايد إلى Legacy Walk، وهو عرض عام في الهواء الطلق يحتفل بتاريخ الشواذ جنسيا.
في عام 2017، كرمتها جوجل دودل في يوم المرأة العالمي.
أصدرت دائرة البريد الأمريكية ختمًا بريديًا من الدرجة الأولى تكريماً لرايد عام 2018.

## في ثقافة البوب
في عام 1999، ظهر Ride بنفسها على حلقة Touched By An Angel "Godspeed".
في عام 2013، أصدرت جانيل مونى أغنية بعنوان «سالي رايد».
أيضا في عام 2013، قام رواد الفضاء كريس هادفيلد وكاثرين كولمان بأداء أغنية بعنوان ".
في عام 2017، تم طرح مجموعة تماثيل ل«نساء من NASA» LEGO معروضة للبيع (من بين أشياء أخرى) تماثيل صغيرة لـ رايد وماجريت هاملتون وهاي جيسون ونانسي رومان.
رحلة فضاء رايد هي حدث مركزي في رواية Our Lady of the Inferno.

## معرض الصور

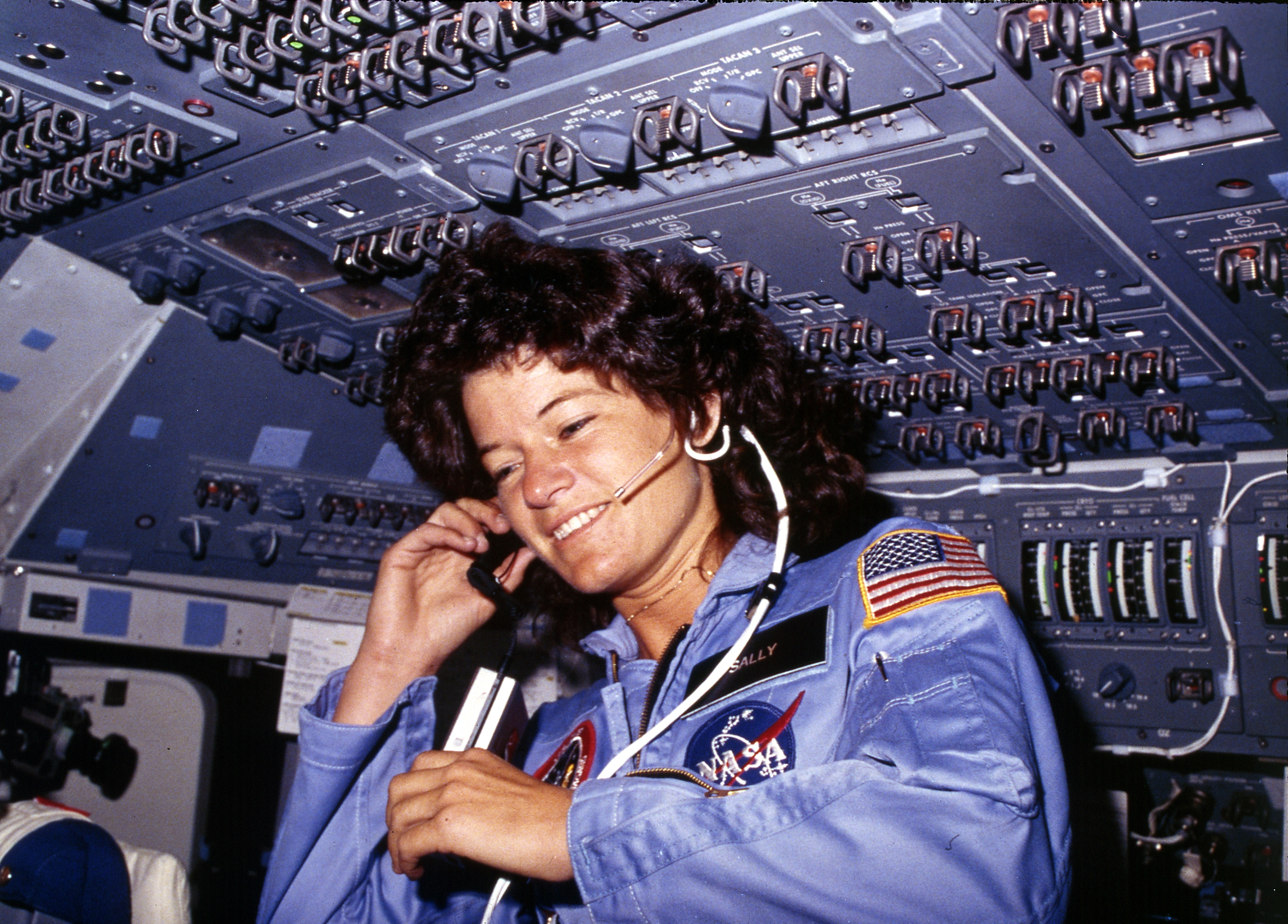
تتواصل سالي رايد مع وحدات التحكم الأرضية من منصة الطيران خلال مهمة تستغرق ستة أيام في تشالنجر ، 1983.
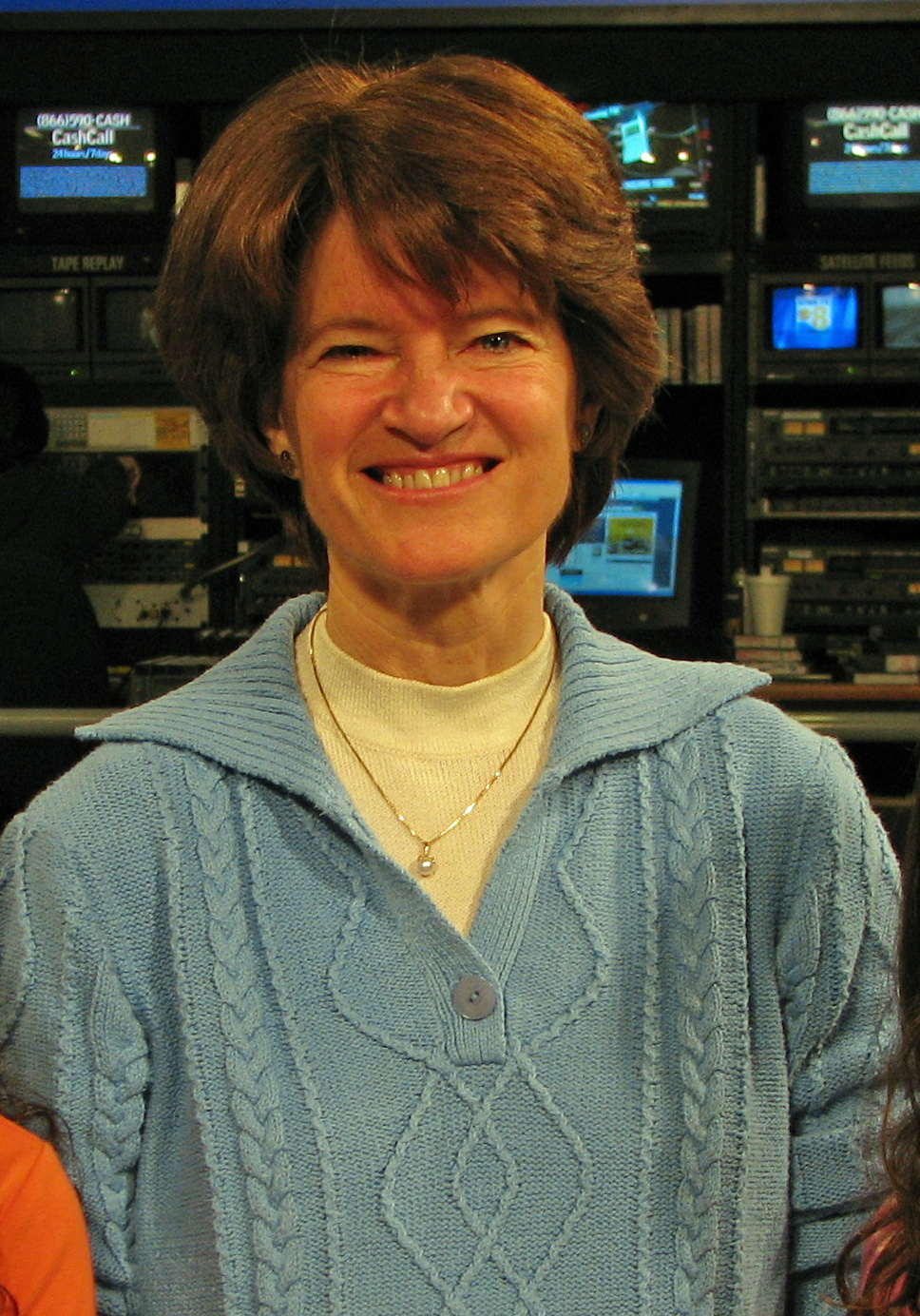
الترويج لمهرجان سالي ريد للعلوم في جامعة كاليفورنيا في سان فرانسيسكو في عام 2006.

## وصلات خارجية
- سالي رايد على موقع IMDb (الإنجليزية)
- سالي رايد على موقع الموسوعة البريطانية (الإنجليزية)
- سالي رايد على موقع إن إن دي بي (الإنجليزية)
- التعريف بعالمة الفضاء سالي رايد. «في الموجز».